# Harecastle-Tunnel
Der Harecastle-Tunnel ist ein Schiffstunnel des Trent and Mersey Canal. Er besteht aus zwei parallel verlaufenden Tunneln, die nach ihren Konstrukteuren als Brindley- und Telford-Tunnel bezeichnet werden. Beide Tunnel erlaubten jeweils nur Einrichtungsverkehr mit Narrowboats. Heutzutage ist nur noch der Telford-Tunnel befahrbar.

## Brindley-Tunnel

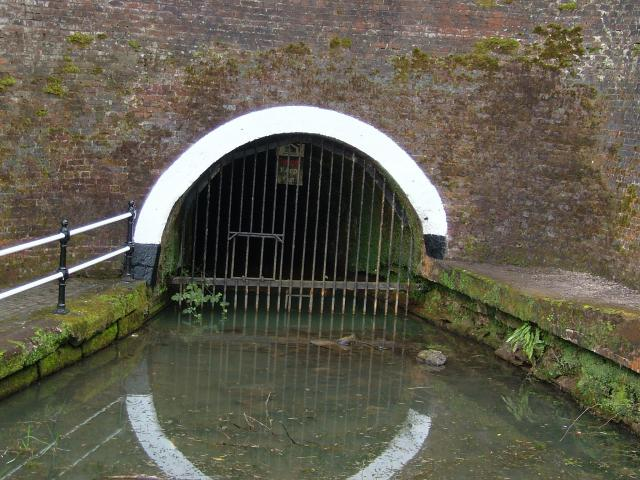
Nordportal des Brindley-Tunnels

Der Brindley-Tunnel hat eine Länge von 2633 Metern (2880 Yards) und war damit zu seiner Zeit der längste Verkehrstunnel der Welt. Er ist der ältere der beiden Tunnel und wurde von James Brindley geplant und zwischen 1770 und 1777 erbaut. Brindley selbst erlebte die Eröffnung nicht mehr, er starb während der Bauarbeiten.
Für den Bau wurde die Route des Kanals über den Hügel hinweg vermessen. In ihrem Verlauf wurden insgesamt 15 vertikale Schächte abgeteuft, von denen aus dann jeweils in beiden Richtungen der Tunnel vorgetrieben wurde. Um das ständig in die Baugruben einsickernde Wasser abzutransportieren, welches mehrfach für Überflutungen sorgte, wurden dampfbetriebene Pumpen installiert. 
Im Tunnel gab es keinen Treidelpfad. Deshalb mussten die Bootsleute ihre Boote durch den Tunnel befördern, indem sie sich rücklings auf das Bootsdach legten und sich mit den Füßen von den Tunnelwänden abstießen. Diese Technik wird im Englischen als legging bezeichnet. Währenddessen wurden die Zugtiere über einen Boathorse Road genannten Weg über den Hügel geführt.
Der Tunnel hatte eine lichte Höhe von 3,66 m und eine maximale Breite von 2,74 m. Im frühen 20. Jahrhundert begann sich aufgrund von Bergschäden die Tunneldecke teilweise abzusenken. Nachdem er teilweise eingestürzt war, wurde der Brindley-Tunnel schließlich 1914 gesperrt.

## Telford-Tunnel

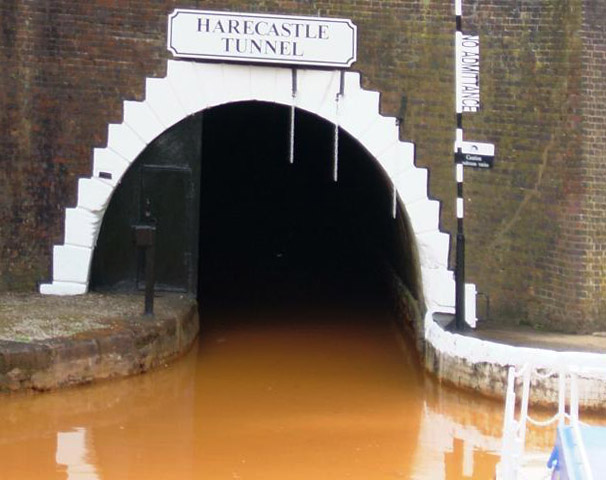
Nordportal des Telford-Tunnels

Der Telford-Tunnel ist 2676 Meter (2926 Yards) lang. Sein Bau wurde nötig, als sich der Brindley-Tunnel im späten 18. und frühen 19. Jahrhundert aufgrund des ständig zunehmenden Bootsverkehrs und des extrem zeitraubenden legging immer mehr zu einem Engpass entwickelte. Der Ingenieur Thomas Telford wurde daher mit dem Bau eines zweiten, parallel verlaufenden Tunnels beauftragt. Dank Fortschritten bei der Bautechnik dauerte der Bau des zweiten Tunnels nur drei Jahre, und er konnte 1827 eröffnet werden. Der neue Telford-Tunnel verfügte auch über einen Treidelpfad, so dass die Boote von den Zugpferden durch den Tunnel getreidelt werden konnten und das aufwändige und gefährliche legging nicht mehr erforderlich war. Nach der Fertigstellung des Telford-Tunnels wurden beide Tunnel gleichzeitig jeweils für entgegengesetzte Fahrtrichtungen genutzt.
Ab dem 20. Jahrhundert kamen in zunehmendem Maße motorisierte Boote zum Einsatz, die keine Zugtiere mehr benötigten. Da jedoch ein Laufenlassen der Motoren im schlecht belüfteten Tunnel Erstickungsgefahr für die Bootsleute bedeutet hätte, wurde 1914 ein elektrischer Schlepper in Dienst gestellt, der Boote durch den Tunnel zog. Dieser war bis 1954 in Betrieb, ab dann sorgte ein großer Ventilator am Südportal für eine ausreichende Durchlüftung des Tunnels, so dass Boote ihn unter Motorkraft passieren konnten. Ein heutiges Narrowboat benötigt etwa 30–40 Minuten, um den Tunnel zu durchfahren.
Im ausgehenden 20. Jahrhundert kam es auch im Telford-Tunnel zu Bergschäden, weshalb er für mehrere Jahre geschlossen werden musste. Im Zuge der Sanierungsarbeiten wurde der schon lange nicht mehr benutzte Treidelpfad abgebaut, damit Boote die verbleibende lichte Höhe in der Tunnelmitte nutzen können.
Ins Innere des Telford-Tunnels münden mehrere kleinere Kanaltunnel. Diese verbanden ihn mit der Kohlengrube bei Golden Hill und erlaubten sowohl die Entwässerung der Grube als auch den direkten Abtransport von Kohle über den Kanal. Hierfür wurden kleine Boote mit einer Kapazität von zehn Tonnen benutzt.